# Bernhard Pauleikhoff
Bernhard Pauleikhoff (* 23. Oktober 1920; † 27. Januar 2005) war ein deutscher Psychiater, Neurologe, Psychologe und Universitätsprofessor.

## Werdegang
Bernhard Pauleikhoff studierte an Universitäten in Wien und Bonn und promovierte 1949 an der Rheinischen Friedrich-Wilhelms-Universität Bonn sowohl in Psychologie zum Dr. phil. als auch in Medizin zum Dr. med. Danach ließ er sich in Bonn, Heidelberg und Münster zum Facharzt für Psychiatrie und Neurologie weiterbilden und habilitierte sich 1956 an der Westfälischen Wilhelms-Universität Münster. Ebenda wurde er 1962 Professor.

## Schriften (Auswahl)
- Über die Erfindung des Augenspiegels: Ein Beitrag zur Psychologie der Erfindung. Bonn (zugl. Diss., Uni Bonn, Phil. Fak., 7. Februar 1949).
- Die Intoxikation bei Ascaridiasis im Kindesalter. Bonn (zugl. Diss., Uni Bonn, Med. Fak., 15. September 1949).
- Atypische Psychosen. Basel/New York: Karger (zugl. Habil., Uni Münster, Med. Fak., 1956).
- Seelische Störungen in der Schwangerschaft und nach der Geburt: Ihre Häufigkeit, Entstehung, lebensgeschichtliche Problematik, Diagnose, Prognose und Therapie. Enke, Stuttgart 1964.
- Person und Zeit: Im Brennpunkt seelischer Störungen. Heidelberg: Hüthig, Heidelberg 1979.
- Das Menschenbild im Wandel der Zeit: Teil: 1. Von Sokrates bis Kant. Pressler, Hürtgenwald 1983.
- Das Menschenbild im Wandel der Zeit: Teil: 2. Die Zeit bis Kraepelin und Freud. Pressler, Hürtgenwald 1983.
- Ideologie und Mord: Euthanasie bei „lebensunwerten“ Menschen. Pressler, Hürtgenwald 1986.
- Endogene Psychosen als Zeitstörungen: Zur Grundlegung einer personalen Psychiatrie unter Berücksichtigung ihrer historischen Entwicklung. Pressler, Hürtgenwald 1986.
- Das Menschenbild im Wandel der Zeit: Teil: 3. Die Zeit vor und nach 1900. Pressler, Hürtgenwald 1987.
- Das Menschenbild im Wandel der Zeit: Teil: 4. Die Zeit bis zur Gegenwart. Pressler, Hürtgenwald 1987.
- Das Menschenbild im Wandel der Zeit: Erg.-Bd.: 1. Partnerschaft im Wandel der Zeit: Kritische Geschichte der Sympathie, Freundschaft und Liebe. Pressler, Hürtgenwald 1989.
- Das Menschenbild im Wandel der Zeit: Erg.-Bd.: 2. Zeit und Sein: Zur Geschichte der menschlichen Existenz und ihrer Zukunft / 1. Geist und Zeit: Zur Geschichte der menschlichen Existenz. Pressler, Hürtgenwald 1990.
- Das Menschenbild im Wandel der Zeit: Erg.-Bd.: 2. Zeit und Sein: Zur Geschichte der menschlichen Existenz und ihrer Zukunft / 2. Zeit und Sein als Einheit: Zur Geschichte der Zukunft. Pressler, Hürtgenwald 1992.
- Um Zeit und Ewigkeit besorgt: Zur Grundlegung des Humanen und der Humanität. Pressler, Hürtgenwald 1995.
- Richard Wagner als Philosoph. Pressler, Hürtgenwald 1997.
- Bonaventura und unsere Zeit: Zum Menschenbild im Mittelalter. Pressler, Hürtgenwald 2006.